# Косик, Карел
Ка́рел Ко́сик (чеш. Karel Kosík; 26 июня 1926, Прага — 21 февраля 2003, там же) — чешский философ-неомарксист, гуманист, социолог и историк. Поддержал «Пражскую весну» и был левым диссидентом. Сотрудничал с югославской марксистской школой праксиса, вместе с Иваном Свитаком являлся представителем гуманистического марксизма. В своей самой известной философской работе «Диалектика конкретного» (1963) Косик представил оригинальное переосмысление идей Карла Маркса в свете феноменологии Мартина Хайдеггера. Его более поздние эссе можно назвать острой критикой современного общества с левой, но не строго марксистской позиции. 

## Биография
Карел Косик родился 26 июня 1926 года в Праге .
С 1 сентября 1943 года до своего ареста гестапо 17 ноября 1944 года он был членом нелегальной антифашистской коммунистической группы сопротивления «Авангард» (чеш. Předvoj) и главным редактором нелегального журнала «Борьба молодежи» (чеш. Boj mladých). После ареста Косика обвинили в государственной измене и неоднократно допрашивали. С 30 января по 5 мая 1945 года он находился в заключении в концентрационном лагере Терезиенштадт.
В 1945 году окончил гимназию и поступил в Карлов университет на философский факультет, где изучал философию и социологию. В 1947–1949 гг. он также посещал курсы в Ленинградском университете и МГУ в СССР. Косик окончил Карлов университет в 1950 году. В 1963 году он опубликовал свой magnum opus «Диалектика конкретного» представляющий собой переработку марксистских категорий в терминах гуманистической феноменологии, который принес ему международную репутацию одного из ведущих философов гуманистического марксизма. Во время «Пражской весны» 1968 года Косик стал ведущим сторонником демократического социализма. Эта политическая ангажированность привела к тому, что Косик был уволен с университетской работы в 1970 году, после окончания периода демократизации. В эпоху нормализации его не принимали работать даже кондуктором трамвая. До 1986 года его статьи и книги не публиковались. Он оставался безработным до 1990 года, когда вернулся к общественной интеллектуальной жизни в качестве одного из немногих видных левых социальных критиков Центральной Европы.

## Жизненная позиция
Карел Косик считал, что философия — есть необходимая человеческая деятельность, так как «мысль не может отдыхать». В середине 1970-х он пишет письмо Жан-Полю Сартру по поводу начавшейся нормализации в Чехословакии. В 1992 г. пишет эссе, в котором выступает против разделения страны. В 2000 г. выступает за прекращение войны в Югославии.
В своей известной философской работе «Диалектика конкретного» (чеш. Dialektika konkrétního), написанной в 1963 г., Карел Косик предложил оригинальный синтез хайдеггеровской феноменологии и идей раннего Маркса. В своих более поздних работах он остро критиковал современное капиталистическое общество.

## Оценки
Испано-мексиканский марксист Адольфо Санчес Васкес писал, что считает «Диалектику конкретного» «одним из самых богатых по мысли, [одним из] самых очаровательных и привлекательных произведений, какими мы их знаем в марксистской литературе». Франко-бразильский марксист Михаэль Леви и аргентинский историк Орасио Таркус написали для Le Monde: 
Карел Косик — не только один из важнейших философов второй половины двадцатого века, но и один из тех, кто лучше всего воплотил дух сопротивления критического мышления. Он также один из немногих, кто последовательно боролся с тремя главными силами угнетения в современной истории: фашизмом в 1940-х годах, сталинским бюрократическим режимом в 1956 году и диктатурой рынка с 1989 года. В то время, когда так много мыслителей отказались от своей автономии, чтобы служить сильным мира сего, или отвернулись от исторической реальности, чтобы участвовать в академических языковых играх, Косик предстает как стоящий человек, который отказывается преклоняться и который, не колеблясь, думает, вопреки течению, [о] главных проблемах того времени. 

## Личная жизнь
Был женат на знаменитом философе и теоретике литературы Ружене Гребеничковой, имел двух сыновей (Антонин и Стефан) и дочь (Ирена).

## Работы
- Диалектика конкретной тотальности  (недоступная ссылка с 20-05-2013 [4298 дней] — история, копия) Первая глава книги «Диалектика конкретного».